# Соле, Жузеп
Жузе́п Соле́ (кат. Josep Soler i Sardà; 25 марта 1935 или 1935, Вильафранка-дель-Пенедес, Барселона — 9 октября 2022, Барселона) — испанский (каталонский) композитор, музыкальный критик, историк и теоретик музыки.

## Биография
С 1960 учился в Париже у Рене Лейбовица. Своим наставником считал каталонского композитора Кристофора Тальтабулля, у которого занимался гармонией, контрапунктом и оркестровкой с 1964. Испытал влияние Рихарда Штрауса, Малера, Новой венской школы и, в особенности, Альбана Берга. Активный пропагандист современной музыки в Каталонии, вместе с тем, глубокий историк мировой музыки. Перевёл сочинения Псевдо-Дионисия Ареопагита (1980, переизд. 2006), инструментовал оперу Альбениса Пепита Хименес.

## Избранные сочинения

### Музыка
- 16 опер, среди которых:
  - Oedipus et Iocasta (1972, по Сенеке)
  - Jesús de Natzaret (1974/2004)
  - Murillo (1989, на тексты Рильке)
  - El mayor monstruo, los celos (1999, по Кальдерону)
  - El jardí de les delícies (2004, по Вердагеру)
- 7 симфоний
- 3 концерта для фортепиано
- концерт для альта
- концерт для виолончели
- концерт для скрипки
- концерт для ударных и оркестра
- оратории для хора, солистов и оркестра, среди которых:
  - Pasio secundum Ioannem (1962)
  - Vespro della Beata Vergine (1989)
- Lieder, среди которых Mater Dolorosa (1991)
- камерные кантаты, в том числе:
  - Passio Jesu-Christi (1968)
  - Mahler-Lieder (1992)
- 4 струнных трио
- 2 фортепианных трио
- 7 струнных квартетов (1955/1995)
- 2 сонаты для скрипки
- 2 сонаты для альта
- 3 сонаты для виолончели
- Концерт для клавесина и пяти инструментов (1969)
- Концерт для фортепиано и инструментов (1989)
- сочинения для фортепиано и органа, в том числе:
  - Preludi Coral i Tocatta (1958)
  - Llibre d’Orgue de Santa Maria de Vilafranca (1996)
  - 16 сонат для фортепиано
  - 6 томов Harmonices mundi (I, IV, V i VI для фортепиано; II i III для органа, 1977/1998)

### Музыкознание
- 1980: Fuga, técnica e historia
- 1983: Victoria
- 1983: Poesía y Teatro litúrgico del Antiguo Egipto. Una selección
- 1994: Escritos sobre música y dos poemas
- 1999: Tiempo y Música (в соавторстве)
- 1999:Otros escritos
- 2003: Nuevos escritos
- 2004: J. S. Bach-Una estructura del dolor
- 2006: Música y ética
- 2011: Música Enchiriadis

## Педагогическая деятельность
Преподавал в Барселонской консерватории, в консерватории Бадалоны (до 2010).

## Признание
Национальная музыкальная премия Каталонии (2001), Национальная музыкальная премия Испании (2009), премия Томаса Луиса де Виктории (2011), Золотая медаль за заслуги в изящных искусствах Министерства культуры Испании (2013). Член Королевской академии изящных искусств (1982).